# 노조에 히토미

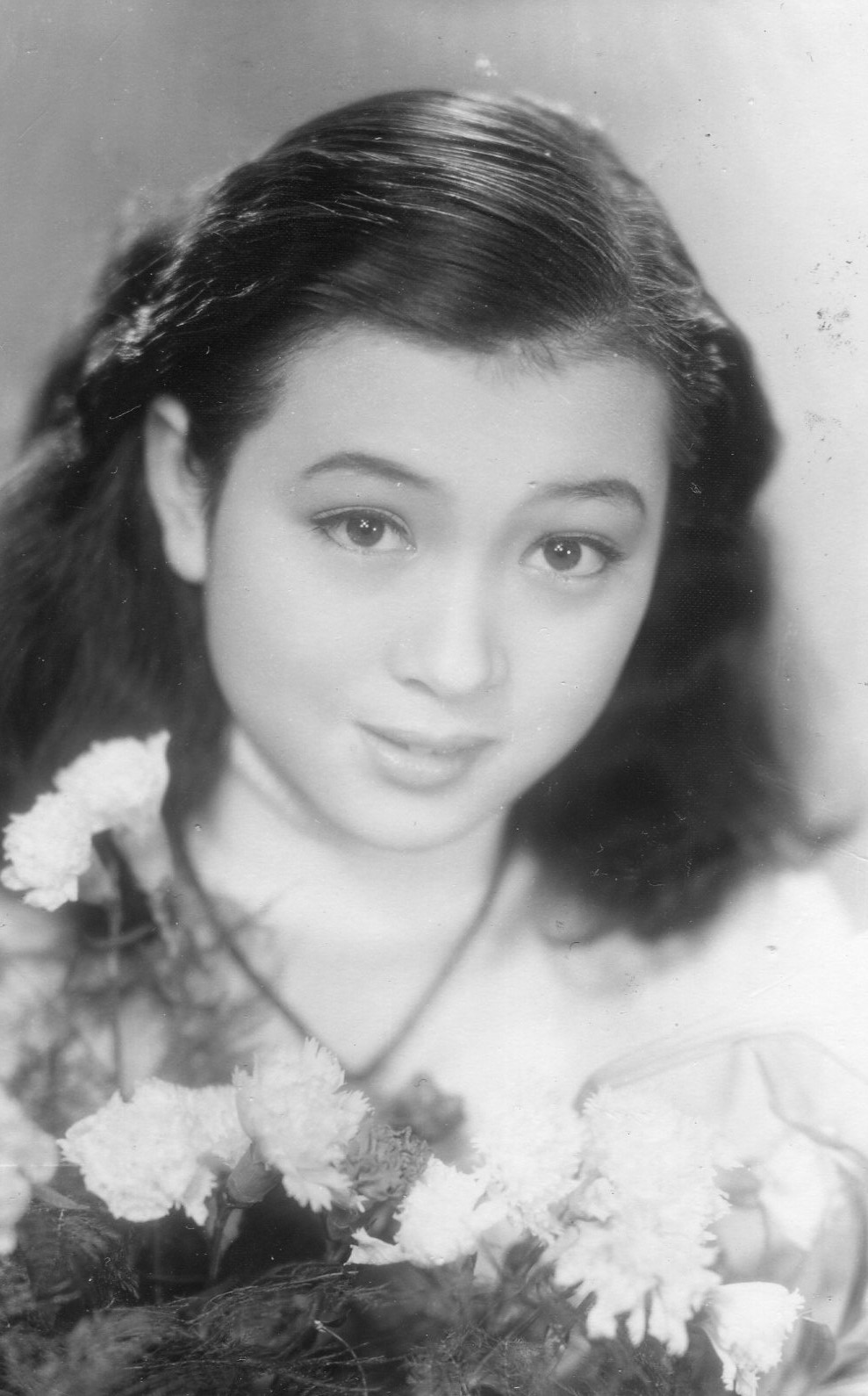
노조에 히토미 (1950년대)

노조에 히토미(영어: Hitomi Nozoe, 일본어: 野添ひとみ, 1937년 2월 11일 ~ 1995년 5월 4일)는 일본의 배우이다.
도쿄에서 태어났으며 도쿄에서 암으로 사망하였다.

## 출연

### 영화
- 부초 (1959년) - 아이코 역
- 빙벽 (1958년)
- 거인과 완구 (1958년)
- 난류 (1957년)
- 입맞춤 (1957년)
- 진심 (1953년)